# ウィンザー祝祭国際弦楽コンクール
ウィンザー祝祭国際弦楽コンクール（ウィンザーしゅくさいこくさいげんがくコンクール、英：Windsor Festival International String Competition）は、英国王室とがスポンサーとなり、ウィンザー城とユーディ・メニューインが主催していたフェスティバルを引き継ぎ、若手弦楽器奏者の発掘の場として行われる弦楽器奏者のための国際コンクール。若手弦楽器奏者の登竜門であり、現在イギリスで弦楽器奏者のためのコンクールとして最も権威のあるコンクールである。正式名称は全弦楽器混合・ウィンザー祝祭国際弦楽コンクール。

## 概要
普段は立ち入ることの出来ない英国女王居城ウィンザー城内の部屋(予選)およびホール(本選)で行われる。
1次予選は数百人の応募の中から録音、経歴で選ばれ、8人が2次予選に進む。本選はその中から選ばれた3人で競うのが原則だが、2008年に行われた第1回開催時には4人選ばれている。
ヴァイオリン、チェロ、ヴィオラ全ての中から賞が決まる、弦楽器混合のコンクール。

## コンクール使節
ウラディーミル・アシュケナージ、タスミン・リトル、トマス・デメンガ

## 賞
- 名門フィルハーモニア管弦楽団との秋に行われるウィンザー城定期公演での共演[1]
- チャンプス・ヒル社とのソロCD契約、CDの世界主要マーケット（欧州、北米、日本）への売り込み
- 英国各地でのリサイタルおよびコンサート出演、イタリア・イスキア島のウィリアム・ウォルトンの家でのリサイタルほか
- 賞金（総額£10,000）

過去の日本人入賞者としては、2011年第3回の優勝者にチェリストの伊藤悠貴。
クラシック音楽の音楽コンクール一覧#イギリスも参照。

## 過去の入賞者
| 年   | 優勝                     | 準優勝                       | 3位                        | 聴衆賞               |
| ---- | ------------------------ | ---------------------------- | -------------------------- | -------------------- |
| 2008 | Brian O'Kane             | Joo Yon Sir                  | 受賞者無し                 | David McCaroll       |
| 2009 | Diana Galvydyte          | Savitri Grier                | 受賞者無し                 | Diana Galvydyte      |
| 2011 | 伊藤悠貴                 | Jaifeng Chen                 | Michael Petrov             | Michael Petrov       |
| 2013 | Benjamin Baker           | Yuka Ishizuka                | Marisol Lee                | Benjamin Baker       |
| 2015 | イ・ジユン               | ティモシー・リダウト         | エリナ・ブクシャ           | エリナ・ブクシャ     |
| 2017 | ネイサン・メルツァー     | ヨニアン・イリアス・カデシャ | ルーク・スー               | ネイサン・メルツァー |
| 2019 | ジョナサン・スウェンセン | ジャマル・アリエフ           | マチルド・ミルウィドスキー | ジャマル・アリエフ   |